# ジークフリート・ジムシュ
ジークフリート・ジムシュ（ドイツ語: Siegfried Simsch、1913年9月6日 - 1944年6月8日）は、ドイツの軍人。最終階級は空軍大尉。第二次世界大戦では総撃墜数54機を記録したエース・パイロットであり、その戦功から騎士鉄十字章を受章した。大戦中は第52戦闘航空団(JG52)や第11戦闘航空団(JG11)などに所属し、JG11では第I飛行隊飛行隊長も務めたが、1944年6月8日にフランス・レンヌ上空で交戦中に撃墜され死亡した。

## 叙勲
- パイロット章
- 空軍前線飛行章
- 空軍名誉杯 (1941年12月20日)
- 鉄十字章
  - 二級鉄十字勲章1939年章
  - 一級鉄十字勲章1939年章
- 騎士鉄十字章
  - 騎士鉄十字章 (1942年7月1日)[1]